# 費必得
費必得（1969/70年—），加拿大政治人物，2018年起以溫哥華綠黨黨員身份擔任溫哥華市議員。
他在溫哥華開設圖形設計和傳訊公司，並涉足社區事務，曾任溫哥華市政府市中心東端地區計劃的社區代表，以及士達孔拿居民協會主席。他於2014年溫哥華市選中首度參選市議員，但未有當選。2016年他則獲取卑詩綠黨候選人資格，在溫哥華快樂山選區競逐卑詩省議會議席補選，但敗於卑詩新民主黨候選人馬蘭妮。2017年麥傑士（Geoff Meggs）辭任市議員觸發補選，費必得再度競選市議員，但不敵無黨派協會候選人貝廉立（Hector Bremner）。費必得在2018年市議會選舉中得票第二多，並當選市議員。2022年市議會選舉他得票第十多，連任市議員。
費必得在愛爾蘭出生，年幼時跟家人移居溫哥華。他母親為加拿大國會下議院溫哥華中選區議員費凱迪。

## 外部連結
- （英文）費必得官方網站 （页面存档备份，存于）
- （英文）溫哥華市政府網站 費必得市議員簡介 （页面存档备份，存于）
- 費必得的X（前Twitter）